# 奧西耶爾

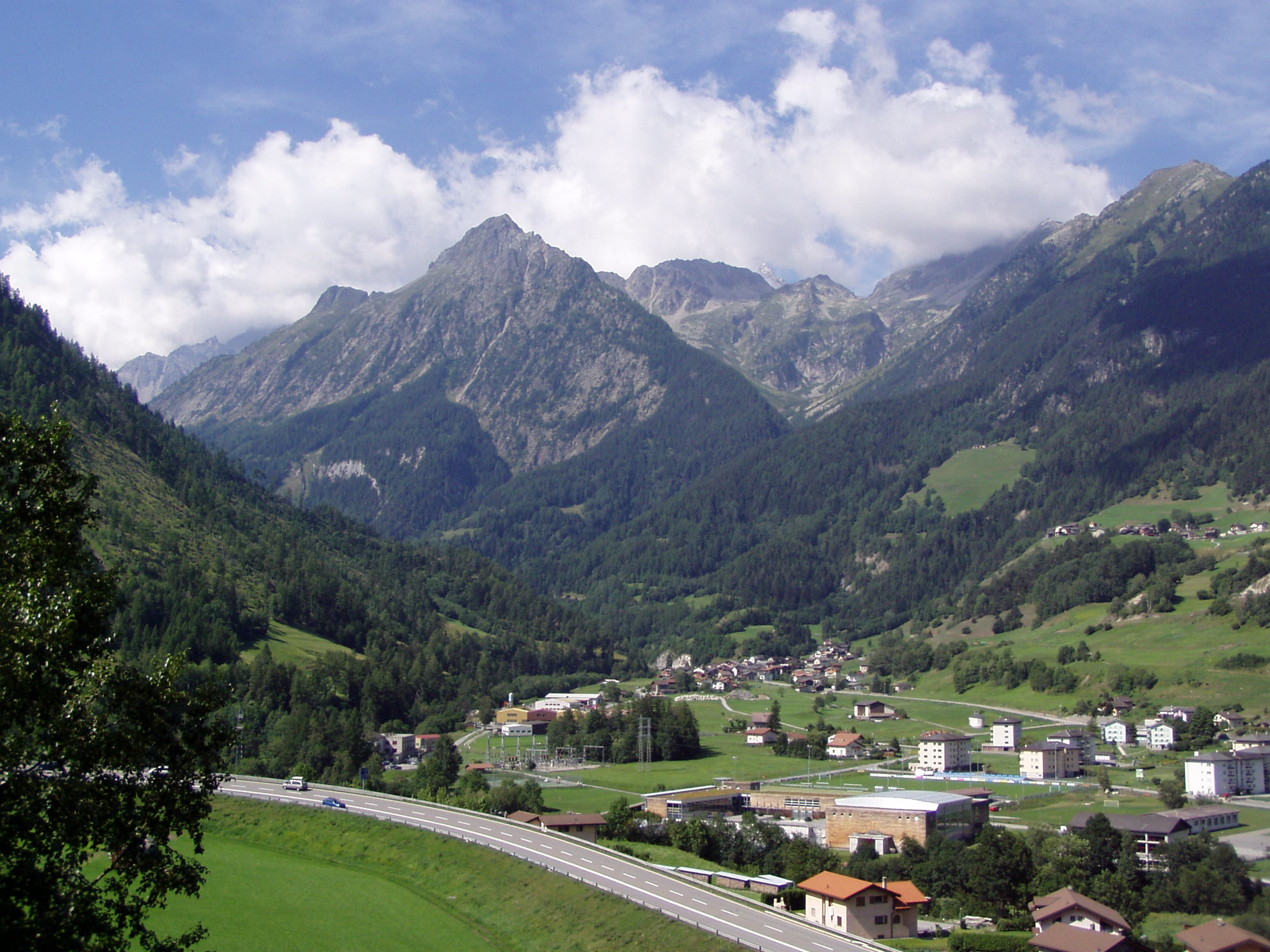

奧西耶爾是瑞士的城鎮，位於該國西南部，由瓦萊州負責管轄，面積165.02平方公里，海拔高度887米，2010年人口3,077，其中九成居民信奉羅馬天主教。

## 外部連結
- Official website （页面存档备份，存于） （法文）